# Monety bezkrólewia (1632)
Monety bezkrólewia (1632) – monety bite w okresie od śmierci Zygmunta III Wazy (30 kwietnia 1632 r.), do obrania na króla przez sejm elekcyjny Władysława IV Wazy (8 listopada 1632 r.).
Od 1627 r., do 1650 r., obowiązywał wydany przez sejm zakaz wybijania monet mniejszych nominałów i półtalarów. Już od ostatnich lat panowania Zygmunta III Wazy jedynymi legalnie bitymi pieniędzmi były złote monety koronne i litewskie oraz srebrne koronne talary, a wśród nich również emisje medalowe Obojga Narodów w srebrze i złocie. Taki kształt systemu monetarnego przypadł na okres bezkrólewia (1632). 

## Talar pamiątkowy koronny
Dzierżawca koronnej mennicy w Bydgoszczy – Jacob Jacobson, wybił talary upamiętniające okres bezkrólewia. Na jednej stronie tych monet znalazła się ukoronowana, pięciopolowa tarcza herbowa, umieszczana wcześniej na talarach koronnych, z otokowym napisem, będącym końcową częścią pełnej tytulatury królewskiej Wazów:

SAM(ogitiae) • LIV(oniae) • NE(c) • NO(n) • SVE(corum) • GOT(horum) • VA(n)D(alorum) •Q(ve) • H(ae)R(editarius) • REX

(pol. żmudzki inflancki a także dziedziczny król Szwedów Gotów i Wandalów).
Na drugiej zaś stronie przedstawiono złożone insygnia koronacyjne – korona, berło, jabłko królewskie i miecz, oraz legendę:

DEVS PROVIDEBIT

(pol. Bóg zapewni), jak również rok 1632. 
Okolicznościowego charakteru tych monet dowodzi między innymi fakt, że na niektórych egzemplarzach widać ślady przebicia ze zwykłych talarów, z wcześniejszych lat.

## Talar pamiątkowy toruński

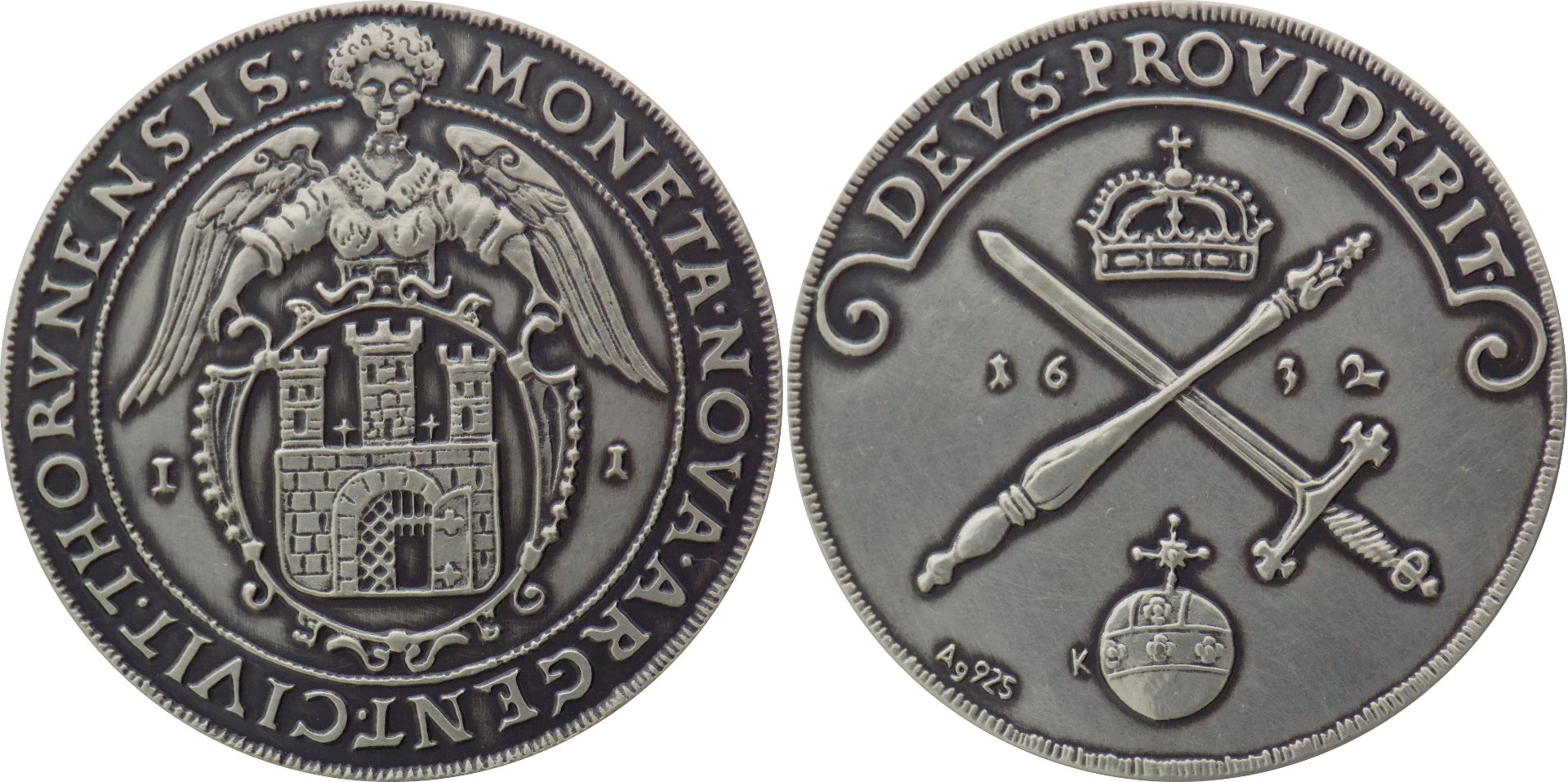
XXI w. replika toruńskiego talara 1632 okresu bezkrólewia

Po stu latach przerwy w 1630 r. ze swojego prawa menniczego skorzystał Toruń, wybijając pamiątkowe talary z okazji obrony miasta przed Szwedami w roku 1629. W czasie bezkrólewia (1632) miejska mennica w Toruniu, wzorem Bydgoszczy, wyemitowała również pamiątkowe talary – dzierżawcą toruńskiej mennicy był ten sam co w Bydgoszczy Jacob Jacobson. 
Zasadniczą cechą odróżniającą obie pamiątkowe monety bezkrólewia (1632) – koronną i toruńską było, zamiast pięciopolowej tarczy herbowej Rzeczypospolitej i końcówki królewskiej tytulatury Wazów, umieszczenie herbu Torunia w pełnej postaci, z trzymaczem-aniołem i napisem otokowym typowym dla pieniędzy bitych w mieście.